# Hōjō Tokifusa
Hōjō Tokifusa (北条 時房 1175 – 18 tháng 2 năm 1240) là một quý tộc và chính trị gia Nhật Bản thuộc gia tộc Hōjō; ông là em trai của quan chấp chính Hōjō Yoshitoki, Tokifusa được bổ nhiệm vào vị trí là người đứng đầu của Rokuhara Tandai, một cơ quan tương tự với cơ quan thị vệ ở Kyoto, cơ quan này được thành lập vào năm 1221 sau sự kiện loạn Jōkyū diễn ra. Ông ấy phục vụ bên cạnh Hōjō Yasutoki với tư cách là Rensho (tạm dịch: phó chấp chính quan).
Sau khi ông xuất gia trở thành  hoà thượng và bắt đầu sống tại  Đông Tự nằm ở Nara cho đến khi qua đời, ở đó ông thường được gọi với biệt danh là "Daibutsu" (Đại Phật)